# KARA
KARA（韓語：카라），為韓國DSP Media於2007年推出的K-pop女子音樂團體，現任成員包括奎利、昇延、妮可、知英及齡智。出道時為四人團體，2008年至2014年為五人團體，2014年至2016年為四人團體，2022年以五人體制回歸。
2007年3月29日以歌曲《Break It》正式出道。2008年2月27日隊員成熙因學業退出團體。荷拉及知英在其後加入變成五人團體。同年7月24日推出首張迷你專輯《Rock U》，其後在10月13日推出首張數位單曲《GOOD DAY SEASON 2》2009年3月5日憑歌曲《Honey》首次奪得歌曲冠軍。2014年1月14日，成員妮可宣布退出團體，團體人數減至四人。4月5日，成員知英宣布退出團體，團體人數減至三人。7月1日，成員齡智憑《KARA PROJECT-KARA The Beginning》成為KARA新成員，團體人數增至四人。8月18日，KARA加入新成員齡智後，帶著第六張迷你專輯《Day & Night》回歸。2015年5月26日，KARA睽違九個月帶著第七張迷你專輯《IN LOVE》回歸。
2016年1月15日，奎利、昇延、荷拉在本月尾的合約到期後決定不再續約，而齡智則會繼續留在公司發展個人活動。KARA自2007年成立，组合在2016年時暂停活动，但未宣布组合解散。從2007年到2016年，KARA賣出了460萬張以上的唱片。
2022年9月，為慶祝團體成軍15周年，成員奎利、昇延、齡智及已離開團體的妮可、知英以五人體制於2022年11月29日在MAMA上進行回歸舞台，同日發行新專輯，時隔7年進行團體回歸。

## 團名由來
團體名稱KARA取自希臘語chara（χαρά）為喜樂之意，意味著這個團體希望用美妙的聲音把喜悅帶給大家。KARA的官方應援色為珍珠桃色（近似皮膚上的肉色），官方應援物為珍珠桃色氣球。，歌迷的官方名稱為「KAMILIA」，意思為：KARA + FAMILIA ，FAMILIA亦是取自希臘語，意思是FAMILY（家庭），把兩字合併稱作KAMILIA即為KARA跟KARA的FAMILIY，代表著「KARA和歌迷是一體」之意。

## 成員資料
粗體字為隊長
| 現任成员   | 現任成员 | 現任成员 | 現任成员   | 現任成员 | 現任成员 | 現任成员       | 現任成员                                                | 現任成员                   | 現任成员 | 現任成员                           |
| 藝名       | 藝名     | 藝名     | 藝名       | 本名     | 本名     | 本名           | 出生日期/地點                                           | 隊內擔當                   | 备注 | 經紀公司                           |
| 藝名       | 韩文     | 日文     | 英文       | 中文     | 韩文     | 英文           | 出生日期/地點                                           | 隊內擔當                   | 备注 | 經紀公司                           |
| ---------- | -------- | -------- | ---------- | -------- | -------- | -------------- | ------------------------------------------------------- | -------------------------- | --- | ---------------------------------- |
| 奎利       | 규리     | ギュリ   | Gyu-Ri     | 朴奎俐   | 박규리   | Park Gyu-Ri    | 1988年5月21日 · 首爾特別市                              | 隊長、主唱、門面           | - 1995年曾以童星身份出道。 - 2016年與DSP合約到期不續約。 - 2022年重啟團體活動。                             | 個人：BIGBOSS娛樂 團體：RBW        |
| 昇延       | 승연     | スンヨン | Seung-Yeon | 韓昇延   | 한승연   | Han Seung-Yeon | 1988年7月24日 · 首爾特別市                              | 領唱、中心                 | - 2009年曾與佳人、U-IE、泫雅組成暫時性組合4 Tomorrow。 - 2016年與DSP合約到期不續約。 - 2022年重啟團體活動。 | 個人：YG娛樂（演員部門） 團體：RBW |
| 妮可       | 니콜     | ニコル   | Nicole     | 鄭龍珠   | 정용주   | Jung Yong-Ju   | 1991年10月7日 · 美国加利福尼亞州洛杉磯                  | 主Rapper、主舞、副唱       | - 2014年與DSP合約到期退出團體。 - 2022年回歸KARA重啟團體活動。                                              | 個人：iNKODE 團體：RBW             |
| 知英       | 지영     | ジヨン   | Ji-Young   | 姜知英   | 강지영   | Kang Ji-Young  | 1994年1月18日 · 京畿道坡州市                            | 副唱、副Rapper             | - 因2008年成熙退出，成為KARA成員。 - 2014年與DSP合約到期退出團體。 - 2022年回歸KARA重啟團體活動。           | 個人：Sweet Power 團體：RBW        |
| 齡智       | 영지     | ヨンジ   | Young-Ji   | 許齡智   | 허영지   | Hur Young-Ji   | 1994年8月30日 · 京畿道高陽市                            | 主Rapper、副唱、領舞       | - 因在Baby KARA計劃中勝出，成為KARA的新成員。 - 2022年重啟團體活動。 - 2024年與DSP合約到期不續約。          | 個人：SM C&C 團體：RBW             |
| 已離開成員 |          |          |            |          |          |                |                                                         |                            | |                                    |
| 成熙       | 성희     | -        | Sung-Hee   | 金成熙   | 김성희   | Kim Sung-Hee   | 1989年5月17日 · 首爾特別市                              | 主唱                       | - 因家人反對，以學業為重和健康問題等理由於2008年2月退出團體。                                               | -                                  |
| 荷拉       | 하라     | ハラ     | Ha-Ra      | 具荷拉   | 구하라   | Gu Ha-Ra       | 1991年1月13日 - 2019年11月24日（28歲） · 光州廣域市西区 | 主舞、副唱、副Rapper、中心 | - 因2008年成熙退出，成為KARA成員。 - 2016年與DSP合約到期不續約。 - 2019年逝世，終年28岁                     | -                                  |

## 音樂事業

### 韩国

#### 2007年－2008年
新推《BLOOMING》韓国出道
- 原為四人團體的KARA(奎利、昇延、妮可、成熙)在2007年3月29日以歌曲〈Break It〉於Mnet《M!Countdown》出道，她們當時以較為成熟、獨立和強硬的女性形象推出首張專輯《BLOOMING》。
- 首張專輯中收錄了Funky, hip hop等多種音樂風格，首支主打選用了以強勁力量襯托的Funky風格的舞曲曲風〈Break It〉，專輯的10首歌曲以8首新曲和2首 Instrumental 進行，由與製作了SS501 1輯專輯的金泰勇、韓尚萬等幾位作曲家參與。

- 團體原本會在2008年3月推出她們的第二張專輯，但當時成熙突然因大學入學考試未錄取而受到家長方面的壓力，為完成學業而退出團體。其後，DSP宣佈Kara將會在5月推出一張迷你專輯，同時亦會透過選秀會選出兩名新成員加入。最後決定該兩名新成員為荷拉及知英。在2008年7月24日，Kara以五人的新姿態以新歌曲〈Rock U〉於Mnet《M!Countdown》迴歸，她們的形象亦同時轉變為活潑可愛的女孩。

- 在2008年11月29日，DSP推出了Kara新單曲〈Pretty Girl〉的MV預告片，此預告片推出不到12小時，便已經有超過4萬人次點擊。同年12月2日，〈Pretty Girl〉的MV正式推出，並獲得正面的評價 女子團體Kara以「Party Girl」概念迴歸。
- 2009年1月28日至2月2日，DSP在Kara的官方網站舉行了一個挑選繼〈Pretty Girl〉後的新宣傳單曲的投票，Kara後續曲29日開始在官方主頁上通過投票決定，最後由獲得6成票數的歌曲〈Honey〉奪得女子團體Kara確定《Pretty Girl》的後續曲，並於2月16日發佈該單曲MV，韓國女子團體Kara近日公開了新曲《Honey》MV，而此曲已在2月13日於KBS《Music Bank》作首次表演並在19日推出第二張迷你專輯的特別版。
- Kara分別於3月5日及3月8日憑〈Honey〉於Mnet《M!Countdown》及SBS《SBS人氣歌謠》獲得歌曲冠軍，這首歌同時成為了Kara第一首獲得冠軍的歌曲，女子團體Kara在SBS TV《SBS人氣歌謠》獲得第一名。

#### 2009年－2010年
- Kara 於2009年7月28日中以「嶄新」風格推出單曲〈Wanna〉，此歌曲很快便登上各數位單曲榜。7月30日專輯《REVOLUTION》正式發行。
- 迴歸活動由7月31日開始，在KBS《Music Bank》中，Kara 一共表演了〈Wanna〉及〈Mister〉2首歌曲。Kara 因歌曲〈Mister〉中的吊帶「Hip Dance」（搖臀舞）而人氣急升，Kara 出演《大眾交通運動歌》MV，Kara 團體本週結束專輯《MR》宣傳活動，亦因而比以往兩年獲得更多廣告商邀請代言或拍攝廣告。
- 2009年8月30日，〈Wanna〉於《SBS人氣歌謠》獲得歌曲冠軍。
- DSP 在2010年2月9日發放了2張有關新專輯的預告照片並引起了人們關注，因為這次的專輯概念比以往更呈現出了 Kara 更成熟、黑暗和神秘的一面。翌日，專輯封套發佈，概念為「偷盜者」，而新曲名為〈Lupin〉。〈Lupin〉推出後不久即登上多個網上音樂排行榜的第一位，MV預告片在2月12日於 Naver 發放。2月17日，迷你專輯《Lupin》正式發行。2月22日，〈Lupin〉MV發放，在首2個小時一共吸引了超過9萬人次觀看『엉덩이춤』 카라 이번엔 어떤 춤? 『비상구춤 -할라춤 대박예감』，Kara 在2月25日開始，於 Mnet《M!Countdown》作回歸表演。
- 在2010年3月4日，Kara 首次憑〈Lupin〉於Mnet《M!Countdown》獲得歌曲冠軍。緊接著的多個星期，Kara 在《M!Countdown》贏得另一個冠軍。3月12日，Kara 自出道以來首次獲得《Music Bank》的歌曲冠軍。而〈Lupin〉亦在SBS《人氣歌謠》獲得歌曲冠軍。Kara 憑〈Lupin〉總共贏得6個獎項，這是她們目前憑單曲贏得最多的獎項數量。
- KARA 最新迷你專輯《Jumping》在11月10日公開了音源和 MV 完整版。
- 因在日韓同時發行而引起熱議的《Jumping》是一張混合了80年代歐洲流行風和現代音效的專輯。在日韓活動的 KARA 於10日在日本發行收錄了两首日語歌曲的單曲2輯，16日在韓國國内出售韓語版本的迷你4輯。

#### 2011年
- 1月19日，除了隊長奎利外 KARA 的四位成員昇延、妮可、荷拉、知英[1]表示將單方面與DSP Media脫離合約，後來荷拉表示不會解約。Kara的律師 LAND MARK 表示長期以來經紀公司靠自己權力強迫超負荷工作，不和成員們溝通私下隨意增加節目通告，包括不想參加的活動，而且必須參與所有的工作行程。KARA認為無法和公司恢復信任關係是導致解約的最大原因，成員收入只得到總收入1% 。
- 1月27日，DSP 和三人父母進行會談並取得部分共識後 DSP 表示五人將暫時繼續完成在日本已定的團體行程，而DSP公司與成員父母對外說明 KARA 成員皆強烈表達「要五人繼續一起」的意願。
- 日本已定行程完成後2月14日三人正式起訴經紀公司，聲稱10年1月至6月每人共拿到了86,0000元韓圜（5000元人民幣/約22670元新台幣） ，也就是相當於每人每月只拿到了約14,0000元韓圜（800元人民幣/約3687元新台幣）。
- 提出解約的成員三人更換原先的律師代表，改為 Hankyul 事務所。
- 2月15日，韓國歌手協會（KSA）會長太真兒表達幫助雙方開啟仲裁程序的意願，2月18日太真兒宣佈雙方已同意接受仲裁，最快於2月19日開啟仲裁程序。
- 4月29日結束 KARA 發表公開聲明與公司和解請求粉絲原諒，DSP Media 與成員們達成協議，今後 KARA 仍然以五人形式繼續活動。
- 9月9日推出她們第三張韓文正規專輯《STEP》。
- 9月15日，在《M!Countdown》音樂節目迴歸表演，也因此以迴歸的姿態，奪取了〈Step〉這首歌的首個冠軍。
- 9月16日，也是以迴歸表演在《Music Bank》奪得〈Step〉的第二個冠軍。
- 9月23日，24日，26日。是 KARA〈Step〉最輝煌的一個星期。在這個星期All Kill音樂節目。(M!Countdown + Music Bank + 人氣歌謠)，最后以總共贏得5個獎項結束這次〈Step〉宣傳的通告。
- 正規3輯《STEP》在9月 Gaon 專輯榜單中佔據1位。7日 Gaon 榜單顯示9月6日發行的《STEP》在9月一個月中銷量為9萬7667張，成為【9月專輯榜單】第一名。
- 〈Step〉單曲，在 Gaon【9月數字綜合排行榜】中名列第二，而【9月下載排行榜】中以171萬9950次成為第一。
- 10月7日，台灣華納音樂發行台灣獨占初回豪華限定盤及台灣獨占豪華限定CD+DVD盤，正式於台灣出道。[20]
- 10月12日〈Step〉MV 瀏覽人次超過1000萬人次，也是官方首個破千萬瀏覽人次的 MV。

#### 2012年－2013年
- 2012年8月22日，正式推出她們的第五張迷你專輯《Pandora》。
- 2012年8月28日，在《MBC Champion Show》音樂節目當中獲得這首歌的首個一位。
- 2012年9月7日，在KBS《Music Bank》以險勝235分的姿態，獲得這首歌的首位。也是這首歌的第二個首位榮譽。
- 繼去年8月發行迷你5輯《Pandora》，KARA 將在9月發表正規四輯進行時隔一年的迴歸。2013年8月12日，透過官方 Facebook 發表首波迴歸概念照。成員以帥氣的男裝造型亮相。
- 迴歸 Showcase 在9月2日於首爾 UNIQLO-AX Hall 舉行，慶祝專輯發行。而這次的 Showcase 上也會有前陣子公開的概念照中，融合了男子氣概與女性氣息的造型，整場活動亦透過 NAVER 線上播出。
- 2013年8月16日，所屬公司 DSP Media 於上午公開主打歌為〈숙녀가 못 돼(Damaged Lady)〉。此次迴歸為 KARA 出道後首次以韓文歌名之歌曲作為主打，且將在8月21日率先發表先行曲〈둘 중의 하나(Runaway)〉。
- 2013年8月21日，透過 Youtube 公開先行曲〈둘 중의 하나(Runaway)〉部分音源。
- 2013年8月22、23日，陸續公開第二、三波宣傳概念照。第二波概念照，成員們穿上純白、充滿女人味的禮服，加上白皙的肌膚、烏黑的頭髮，如同童話故事中的白雪公主。第三波概念照，成員們穿搭華麗服飾、飾品的照片，高雅貴氣展現女王風範。
- 2013年8月26日，官方公開主打歌〈숙녀가 못 돼(Damaged Lady)〉首波 MV 預告。
- 2013年8月28日，〈숙녀가 못 돼(Damaged Lady)〉第二波 MV 預告公開，以女王造型示眾。
- 2013年8月20日，〈숙녀가 못 돼(Damaged Lady)〉第三波 MV 預告釋出。
- 2013年9月2日，〈숙녀가 못 돼(Damaged Lady)〉完整版 MV 公開。而當晚於於首爾 UNIQLO-AX Hall 舉行 SHOWCASE，由 NAVER 現場直播，表演新曲。
- 2013年9月5日，首場 COMEBACK 秀於 M!CountDown 正式登台演出。
- 2013年9月18日，於音樂節目 Show Champion 獲得此次活動首個一位。

#### 2014年
成員退出、重組
- 1月14日，DSP經紀公司發表聲明妮可正式宣布退出Kara。[21]
- 4月5日，DSP經紀公司發表聲明知英正式宣布退出Kara。[22]
- 7月1日，DSP經紀公司發表聲明齡智正式宣佈加入Kara。[23]
- 7月11日，DSP經紀公司發表聲明重新整合的4人女团KARA将于8月回归韩国乐坛。[23]
- 7月24日，根據韓國DSP經紀公司消息，Kara加入新成員齡智後將於8月18日帶著第六張迷你專輯<<Day & Night>>回歸。
- 7月23日，KARA官方facebook網頁公開第六張迷你專輯的名稱《Day & Night》。
- 7月25日，KARA官方facebook網頁公開第六張迷你專輯回歸日子，定於 8月18日。
- 7月28日 至 7月31日，KARA官方facebook網頁公開首波成員個人概念，順序由 齡智、奎利、昇延、荷拉。
- 8月1日，KARA官方facebook網頁公開第六張迷你專輯團體概念照，也公開了主打歌名稱《Mamma Mia》。這首歌也是攜手知名創作團隊 二段橫踢 打造以Sweetune風格而不失KARA原有風格的作品。
- 8月8日，KARA官方公開第六張迷你專輯曲目，並在官方Youtube頻道公開曲目的預覽音源。
- 8月11日 至 14日，KARA官方Youtube頻道公開個人概念預告，順序由 齡智、奎利、昇延、荷拉。
- 8月15日，KARA官方Youtube頻道公開MV預告。
- 8月18日，推出第六張迷你專輯《Day & Night》回歸韓國樂壇。
- 8月18日，韓國中午12時在KARA官方Youtube官方頻道放送最新主打歌《Mamma Mia》MV。
- 8月27日，MBC Show Champion獲得《Mamma Mia》第一個首位。

#### 2015年
- 4月14日，經紀公司 DSP Media 透露，繼去年8月6日發表的第六張迷你專輯《Day & Night》後，時隔歌壇9個月的 KARA，預計五月推出第七張迷你專輯回歸[24]。
- 5月14日，睽違9個月的時間，KARA 將於5月26日推出第七張迷你專輯《IN LOVE》回歸！專輯預告照14日透過官方臉書公開[25]。
- 5月15日，KARA 透過官方臉書、推特等社群平台公開第七張迷你專輯《IN LOVE》的封面照片[26]。
- 5月18日，KARA 齡智《CUPID》預告公開[27]。
- 5月19日，KARA 奎利《CUPID》預告公開[28]。
- 5月20日，KARA 昇延《CUPID》預告公開[29]。
- 5月21日，KARA 荷拉《CUPID》預告公開[30]。
- 5月22日，KARA 迷你七輯《IN LOVE》曲目、音源試聽公開，專輯當中總共收錄六首歌曲[31]。並在同日釋出 KARA《CUPID》團體預告。另外，KARA 將會參加5月23日在首爾世界盃競技場舉行的《Dream Concert》，並且表演新歌《CUPID》，接著專輯發行當日(5月26日) 晚上八點 (韓國時間)，她們會在 Blue Squre Samsung Card Hall 舉辦迷你七輯回歸 SHOWCASE[32]。
- 5月26日，KARA 透過官方 YouTube 頻道公開主打歌《CUPID》的 MV 。《CUPID》是作曲家 e.one 與 EJ.SHOW 為 KARA 量身打造的歌曲，並於同日公開 MV 和概念照拍攝花絮[33]。

- 6月2日，SBS MTV THE SHOW獲得《CUPID》第一個首位。

- 6月4日，KARA 於6月2日透過官方 YouTube 頻道公開第七張迷你專輯《IN LOVE》主打歌《CUPID》的練習室版 MV[34]。

#### 2016年
1月15日，原始成員奎利、昇延、荷拉於月底約滿，三人皆不續約，只有齡智因為尚有合約，仍然留在DSP Media，不過齡智現時仍為DSP旗下藝人、目前组合暂停活动并未宣布解散。

#### 2019年
11月24日，江南警察廳方面表示，2019年11月24日6時41分（韓國時間）發現具荷拉身亡，發現時已斷氣，得年28歲，具體原因仍然調查中。具荷拉身亡再次引发韩国网民发起针对「加强网路犯罪及恶评行为的处罚」和「加强对性犯罪处罚」的请愿，一天之内超过20万人参与。

#### 2020年
3月18日，KARA第三張正規專輯主打曲〈STEP〉的MV觀看次數突破一億。

#### 2022年
11月29日，KARA時隔7年半以15年週年紀念專輯《MOVE AGAIN》回歸，主打歌為〈When I Move〉。於MAMA舞台帶來了《Lupin》、《Step》和《Mister》三首代表歌的組曲，並首次公開了新歌《WHEN I MOVE》，反響極佳，節目播出後，在Twitter上「#KARA」標籤亦登上全球實時趨勢熱搜第二名，日本實時趨勢熱搜第一，香港Google每日搜尋趨勢第七。
12月2日、3日、4日，KARA分別於KBS音樂銀行、MBCShow! 音樂中心、SBS 人氣歌謠進行為期三天的打歌舞台。
12月16日，在打歌活動結束後2周，於KBS 音樂銀行中獲得回歸後第一個音樂節目冠軍，但因為當天有歌謠大祝祭特別節目，因此沒有頒獎典禮。這也是韓國出道15年以上的女團中，唯一還能獲得1位的紀錄，以及唯一一個能在2000年代、2010年代、2020年代都能拿下音放一位的女團。

### 日本

#### 2010年：亞洲女子組合(日本以外)最初Oricon排行榜Top 10
- 4月28日，首次限量发行Kara特别专辑《PREMIUM BOX FOR JAPAN》。
- 5月9日，在横滨港未来大厅举行官方粉丝俱乐部的粉丝见面会。
- 8月以〈Mr.〉日文版正式在日本出道。
- 〈Mr.〉日文版獲得Oricon週榜第5位的佳績，是最初進入Oricon排行榜Top 10的亞洲女子組合(日本以外)，也是自1980年英國團體The Nolans(Orico週榜 7位)後，30年來第一個進入Orico週榜Top 10的海外團體。
- 8月11日，原定於日本東京澀谷109大廈外舉行30分鐘的游擊音樂會公演，卻因約3000名的粉絲聚集，基於安全上的考量，改為3分鐘結束。
- 8月14日，新木场STUDIO COAST举行单曲〈Mr.〉的签唱会。
- 9月29日，〈KARA BEST2007-2010〉销售。
- 11月10日，日本第二单“Jumping”開始發行。
- 11月24日，發行首張日文專輯《Girl's Talk》發行首周銷量突破十萬張，前次日本國內除外的亞洲女子團體的專輯首週銷售突破10萬張的專輯是女子十二樂坊的「輝煌～Shining Energy～」(首週銷售11.8萬張)，相隔6年9個月，初週10万枚突破。
- 在2010年11月發行的首張日文專輯，在2011年連續五週(1/17~2/14)保持在Oricon專輯排行榜前五位，這是自2005年羅馬尼亞三人男子團體 O-Zone 以來第一個達成如此成績的海外團體。並且銷售額突破30萬張，來到31.3萬。上次專輯唱片銷售突破30萬張的海外女子團體是天命真女的精選輯《#1'S》。

#### 2011年：日本唱片協會金牌、白金、雙白金認證
- 2011年度 Oricon Top 100排名，Kara於排行榜中分別以GO GO Summer! (總銷售量: 230,082)獲得第25位、Jet Coaster Love (總銷售量: 225,175)獲得第26位及Winter Magic獲得第64位。
- 1月23日，發行MV精選輯DVD《KARA BEST CLIPS》，發行首周銷量達到13.2萬張，拿下Oricon DVD 綜合排行榜的週榜冠軍，成為第一個拿下日本公信榜DVD綜合排行榜冠軍的海外女性藝人，首周銷量也打破女性藝人非現場演出類的DVD銷量紀錄（原紀錄為2000年倉木麻衣《FIRST CUT》9.9萬張）。
- 3月，Kara出道後僅八個月在日本發行的影音產品總銷售量即突破100萬張。成為繼BoA、東方神起後第三位達到此銷售量的韓國藝人。
- 4月，Kara在日本推出第三張單曲《Jet Coaster Love》，發行一週即賣出超過10萬張，並獲得日本ORICON公信榜單曲周榜冠軍，此為日本ORICON史上第一次海外女子團體發行首周即奪得單曲周榜冠軍。
- 11月, Kara首張日文專輯《Girl's Talk》銷量突破50萬張。去年12月推出的首張日文專輯《Girl's Talk》截止至2011年11月18日累計銷售50萬1999張，《Girl's Talk》上市僅一週銷量過10萬並因此獲得日本金唱片獎。
- 12月31日, 第62回NHK紅白歌合戰, 首次登場。

#### 2012年
- 1月25日，DVD『KARADISE 2012，IN PARIS』（日本国内盘、数量限定商品）发售。
- 2月15日，DVD『STEP IT UP』（日本国内盤、数量限定商品）发售。
- 2月29日，DVD 和 Blu-ray Disc『KARA BEST CLIPSⅡ & SHOWS』（日本国内盤、数量限定商品）发售。『KARA BEST CLIPS』Blu-ray Disc发售。
- 2月29日發行的『KARA BEST CLIPSⅡ & SHOWS』同時登上日本Oricon榜中DVD部門、Blu-ray Disc部門一位，是首次由海外音樂人在日本獲得雙冠王的紀錄，也是繼安室奈美惠、AKB48、Mr.Children、RADWIMPS後創下的第五個雙冠王記錄。
- 4月14日至5月27日，举行首次日本巡回演唱会“KARA 1st JAPAN TOUR 2012 KARASIA”。
- 11月14日，“KARA 1st JAPAN TOUR 2012 KARASIA”演唱会 DVD 和 Blu-ray Disc影碟发售，DVD發行首周銷量3萬張，登上日本Oricon榜中DVD部門周榜一位，這是繼『KARA BEST CLIPS』（2011年2月發售）、『KARA BEST CLIPSⅡ & SHOWS』（2012年2月發售）後，第3張DVD獲得周榜第一的成績，也是史上獲得最多排名第一的海外女藝人。[45]
- 11月14日，Kara推出第3張日文專輯《Girls Forever》，發行當日在公信榜奪下Top2的佳績，並收錄「Speed Up」、「GIRLS POWER」及「來電男孩」。

#### 2013年：韓國女藝人首登東蛋
- 1月6日，Kara在日本東京巨蛋舉行了「KARASIA 2013 HAPPY NEW YEAR in Tokyo Dome」演唱會，是韓國女藝人史上首次在東京巨蛋舉行單獨演唱會，也是繼2003年t.A.T.u.後第一個於東蛋舉行單獨演唱會的海外女子團體。 [46]
- 3月1日至3日，一套專為Kara繪製﹐並由各成員親自配音的動畫《KARA THE ANIMATION》於日本手機電視平台「NOTTV」播放。預告片在Kara2013年日本東京巨蛋演唱會中首次披露。動畫共5集﹐每集均由一位Kara成員作為主角。[47]
- 3月27日，Kara推出第8張日文單曲《Bye Bye Happy Days!》，及年初於日本東京巨蛋舉行之「KARASIA 2013 HAPPY NEW YEAR in Tokyo Dome」演唱會 DVD 和 Bluray 影碟。
- 8月28日，Kara推出第4張日文專輯《Fantastic Girls》，發行當日就在公信榜奪下Top2的佳績，並接著連續4天獲得單曲榜亞軍的成績，並收入「再見 美好時光」及「謝謝 夏之戀」。
- 10月8日至11月24日，橫濱體育館為開場，在福岡、大阪、名古屋、福井、琦玉市，神户约14万人動員「KARA 2nd JAPAN TOUR 2013 KARASIA」日本第二次巡回演唱会。[48]
- 11月27日，KARA推出第10張日文單曲《French Kiss》與首張日文+韓文精選《Best Girls》，發行當天登上各榜TOP4，同時也是Nicole和知英退團前最後一張單曲。

#### 2014年：成員重組
- 3月19日，“KARA 2nd JAPAN TOUR 2013 KARASIA”演唱会 DVD 和 Blu-ray Disc影碟发售，登上Oricon日排行榜单DVD部分中第4位。
- 6月1日，在日本武道館举行“KARA FAN MEETING 2014 ～Join Us! KAMILIA ADVENTURE～”歌迷会。[49]

- 8月27日，KARA推出第11張日文單曲《Mamma Mia》。
- 10月24日至11月19日，福岡、名古屋、岡山、石川、新潟、大阪、横浜举行第三次日本巡回演唱会“KARA 3rd JAPAN TOUR 2014 KARASIA”。

#### 2015年
- 2月14日，在新高輪王子飯店舉行粉絲情人節派對。
- 3月23日，KARA 第十二張日文單曲發行確定。為迎接在日本出道五周年，KARA 選在5月5日推出共有三首主打歌的第十二張日文單曲《Sunshine Miracle/SUNNY DAYS》。[50]
- 3月26日，KARA 第12張日文單曲封面照公開。[51]
- 4月5日，KARA 第12張日文單曲主打歌之一《SUMMER☆GIC》MV 公開。[52]

#### 2022年
- 12月，KARA發布日文版"WHEN I MOVE" MV，在日本 iTunes K-pop 歌曲排行榜以及專輯和音樂影片排行榜中名列前茅。特別是於正式日文專輯發行前就已經登上日本最大音源網站LINE Music的Top 100 Music Video實時排行榜一位。
- 12月21日，將於日本發行15周年紀念專輯《MOVIE AGAIN》回歸。
- 12月23日，出演朝日電視台Music Station特別節目《Ultra Super Live 2022》，預計表演Mr.、WHEN I MOVE兩首歌曲。[43]

#### 2024年
- 經紀公司RBW和DSP Media宣佈女團 KARA 將在7月24日發行新曲〈I DO I DO〉，其中收錄的歌曲〈Hello〉是一首還未曾公開過的抒情曲，將在7月16日發行,歌曲融入了「再見」的多種含義，如重逢的喜悅和離別的悲傷。這首曲子原先是收錄在團隊2013年9月發行的正規四輯《Full Bloom》中，但最終未被發佈。經紀公司特別強調，〈Hello〉包含已逝成員具荷拉生前用韓語錄製的聲音，所以粉絲們可以聽到 KARA 所有六名成員的聲音。

## 音樂作品
主條目：Kara音樂作品列表

| 韓語 正規專輯 2007年： the First Bloooooming 2009年： REVOLUTION 2011年： STEP 2013年： FULL BLOOM 迷你專輯 2008年： Rock U 2008年： Pretty Girl 2010年： Lupin 2010年： Jumping 2012年： PANDORA 2014年： Day & Night 2015年： IN LOVE 2022年： MOVE AGAIN | 日語 正規專輯 2010年： Girl's Talk 2011年： Super Girl 2012年： Girls Forever 2013年： Fantastic Girls 2015年：Girl's Story |

## 演唱會

### 單獨演唱會
KARASIA為KARA巡迴演唱會的名稱，為成員昇延親自取名的，意思為：KARA + Fantasia&Asia ，象徵著Kara將以亞洲為舞台，獻上夢幻般的精彩演出。
- Kara 1st韩国演唱會（KARA 2012 The 1st Concert KARASIA IN SEOUL）

| 日期             | 城市   | 舉行地點               |
| 2012年2月18-19日 | 首爾站 | 首爾奧林匹克體操競技場 |

- Kara 1st日本巡迴演唱會（KARA 1st JAPAN TOUR 2012 KARASIA）

| 日期                   | 城市     | 舉行地點             |
| 2012年4月14-15日       | 橫濱站   | 橫濱體育館           |
| 2012年4月18-19日       | 名古屋站 | 名古屋綜合體育館     |
| 2012年4月27-28日       | 大阪站   | 大阪城劇場           |
| 2012年4月30日、05月1日 | 福岡站   | 福岡國際會議場       |
| 2012年5月16-17日       | 東京站   | 東京國立代代木競技場 |
| 2012年5月26-27日       | 埼玉站   | 埼玉超級競技場       |

- 日本东京巨蛋演唱會（KARASIA 2013 HAPPY NEW YEAR in Tokyo Dome）

| 日期         | 城市   | 舉行地點 |
| 2013年1月6日 | 東京站 | 東京巨蛋 |

- Kara 2nd日本巡迴演唱會（KARA 2nd JAPAN TOUR 2013 KARASIA）

| 日期              | 城市     | 舉行地點           |
| 2013年10月8-9日   | 橫濱站   | 橫濱體育館         |
| 2013年10月16-17日 | 福岡站   | 福岡國際會議場     |
| 2013年10月23-24日 | 大阪站   | 大阪城劇場         |
| 2013年10月29-30日 | 名古屋站 | 名古屋綜合體育館   |
| 2013年11月9-10日  | 福井站   | 福井太阳圆顶体育场 |
| 2013年11月19-20日 | 埼玉站   | 埼玉超级竞技场     |
| 2013年11月23-24日 | 神户站   | 神户世界音乐厅     |

- Kara 3rd日本巡迴演唱會（KARA 3rd JAPAN TOUR 2014 KARASIA）

| 日期              | 城市     | 舉行地點                             |
| 2014年10月24-25日 | 福岡站   | 福岡サンパレス                       |
| 2014年10月27日    | 名古屋站 | 名古屋國際會議場世紀廳               |
| 2014年11月3日     | 岡山站   | 岡山市民会館                         |
| 2014年11月5日     | 石川站   | 北陸電力會館本多之森交響樂廳（石川） |
| 2014年11月6日     | 新潟站   | 新潟縣民會館                         |
| 2014年11月14-15日 | 大阪站   | 大阪市中央体育館                     |
| 2014年11月18-19日 | 横濱站   | 橫濱體育館                           |

- Kara 4th日本巡迴演唱會（KARA 4th JAPAN TOUR 2015 KARASIA）

| 日期                      | 城市   | 舉行地點                         |
| 2015年9月01-03日          | 大阪站 | Zepp 大阪                        |
| 2015年9月4日              | 名古屋 | 名古屋國際會議場世紀廳           |
| 2015年9月8日              | 金澤站 | 金澤北陸電力會館本多之森交響樂廳 |
| 2015年9月10日             | 廣島站 | 廣島上野學園石橋記念演藝廳       |
| 2015年9月12日             | 岡山站 | 岡山市民會館                     |
| 2015年9月21-22日          | 福岡站 | Zepp 福岡                        |
| 2015年9月24-25日、28-29日 | 橫濱站 | 橫濱國際平和會議場               |

- Kara 5th日本巡迴演唱會 KARA 5th JAPAN TOUR 2024 KARASIA

| 日期             | 城市   | 舉行地點             |
| 2024年8月17-18日 | 東京站 | LaLa arena TOKYO-BAY |
| 2024年8月24-25日 | 大阪站 | 大阪市中央體育館     |

- Kara 2025巡迴演唱會 2025 KARASIA "the Phoenix Tour"

| 日期          | 城市   | 舉行地點       |
| 2025年8月30日 | 澳門站 | 新濠影滙綜藝館 |

### 粉絲見面會
| 日期                                               | 見面會站次 | 舉行地點           |
| KARA 15TH ANNIVERSARY FAN MEETING 2023~MOVE AGAIN~ |            |                    |
| 2023年2月23日                                      | 大阪站     | ORIX Theater       |
| 2023年2月26日                                      | 福岡站     | 北九州Soleil Hall  |
| 2023年3月3日                                       | 關東站     | 橫濱國際平和會議場 |

### 其他大型演唱會
| 日期           | 演唱會名稱                                            | 舉行地點                               |
| 2007年6月9日   | 2007 Dream Concert                                    | 首爾世界盃競技場                       |
| 2009年10月10日 | 2009 Dream Concert                                    | 首爾世界盃競技場                       |
| 2010年5月22日  | 2010 Dream Concert                                    | 首爾世界盃競技場                       |
| 2010年8月29日  | 2010 仁川韓流演唱會                                   | 仁川文鶴世界盃競技場                   |
| 2010年9月12日  | 韓流夢想演唱會                                        | 慶州市市民運動場                       |
| 2010年12月2日  | 2010 第十二屆中韓歌會                                 | 首爾KBS電視台演播廳                    |
| 2011年5月28日  | 2011 Dream Concert                                    | 首爾世界盃競技場                       |
| 2011年7月22日  | K-POP FESTIVAL-MUSIC BANK IN TOKYO                    | 東京巨蛋                               |
| 2011年8月13日  | 2011 仁川韓流演唱會                                   | 仁川文鶴競技場                         |
| 2011年8月20日  | K-pop All Star Live in 新潟                           | 新潟體育場                             |
| 2011年8月23日  | K-POP Girls in Love LIVE in HK 2011                   | 香港亞洲國際博覽館                     |
| 2011年10月8日  | 2018 平昌冬季奧運演唱會                               | 平昌Alpensia滑雪渡假村                 |
| 2011年10月28日 | 2011 釜山煙花節韓流演唱會                             | 釜山廣安里海水浴場                     |
| 2011年11月12日 | 澳洲韓流音樂節（2011 K-Pop Music Festival in Sydney） | 雪梨ANZ Stadium                        |
| 2012年1月27日  | KISS演唱會                                            | 日本國立代代木第一體育館               |
| 2012年5月12日  | 2012 Dream Concert                                    | 首爾世界盃競技場                       |
| 2012年5月22日  | MBC Korean Music Wave in Google演唱會                 | 美國加州Shoreline Amphitheatre         |
| 2012年7月14日  | MTV世界舞台演唱會                                     | 馬來西亞 Sunway Lagoon 雙威水上樂園    |
| 2012年8月25日  | 2012 第十四屆中韓歌會                                 | 麗水世博園數碼走廊                     |
| 2012年9月23日  | 慶州韓流夢想演唱會                                    |                                        |
| 2012年10月4日  | M!Countdown Smile Thailand 演唱會                     | 拉加曼加拉體育場                       |
| 2012年10月4日  | Hallyu Dream Concert 大型演唱會                       | 慶州市民運動場                         |
| 2012年10月18日 | 文化時尚演唱會(K-Collection in Okinawa)               | 沖繩Cellular體育場                     |
| 2012年11月10日 | SBS K-POP Super Concert In LA                         | 美國洛杉磯Verizon Amphitheater         |
| 2013年3月2日   | U-EXPRESS LIVE 2013                                   | 千叶                                   |
| 2013年3月16日  | MBC Korean Music Wave in Bangkok 2013 演唱會          | 拉加曼加拉国家体育场                   |
| 2013年5月11日  | 2013 Dream Concert                                    | 首爾世界盃競技場                       |
| 2013年9月1日   | 2013 仁川韓流演唱會                                   | 仁川文鶴世界盃體育場                   |
| 2013年11月16日 | MBC Korean Music Wave in Singapore 2013 演唱會        | 新加坡濱海灣花園                       |
| 2014年9月17日  | 2014仁川韓流觀光演唱會                                | 仁川國際貿易地區                       |
| 2014年9月28日  | 2014慶州韓流夢想慶典                                  | 慶州居民運動場                         |
| 2015年5月23日  | 2015 Dream Concert                                    | 首爾世界盃競技場                       |
| 2015年6月29日  | K-Live極限璀璨之夜 Kara&Boyfriend 演唱會              | 上海大舞台                             |
| 2015年8月7日   | 《LAVIE presents MTV ZUSHI FES 15》                   | 神奈川県・リビエラ逗子マリーナ特设会场 |
| 2015年8月8日   | Romantic K-pop Music Festival In Sokcho               | 束草                                   |
| 2015年9月20日  | 2015慶州韓流夢想慶典                                  | 慶州居民運動場                         |
| 2015年10月9日  | ONE K演唱會                                           | 首爾世界盃競技場                       |
| 2015年12月5日  | YY玩唱會                                              | 上海                                   |
| 2022年11月29日 | 2022MAMA大獎                                          | 大阪巨蛋                               |
| 2023年3月4日   | KANSAI COLLECTION 2023 S/S                            | 京瓷巨蛋大阪                           |

## 獎項

### 大型頒獎禮獎項
| 年份 | 獎項 |
| 2007 | - 韓國文化觀光局－5月份最佳新人獎 - 第13屆Cyworld Digital Music Award－ 7月份 新人獎 |
| 2009 | - 第11屆Mnet Asian Music Awards－最佳舞蹈音乐獎《Honey》 - 第1屆Melon Music Awards－Top 10 Award |
| 2010 | - 第16屆大韓民國演藝藝術獎－最佳女歌手獎 - 第19屆HIGH1首爾歌謠大賞－本賞 - KBS演藝大賞－娛樂部門優秀獎(具荷拉) - 第52屆日本唱片大獎－企劃賞《KARA SPECIAL BOX FOR JAPAN》 |
| 2011 | - 第25屆日本金唱片大獎 －年度新人歌手大獎(洋乐-國際部門)、最佳新藝人的POP部分獎 - 韓國文化體育觀光部－韓流傳播貢獻獎 - Mnet 20′s Choice－韓流明星獎、校園女神得獎(具荷拉) - 日本Bestdresser頒獎禮－Bestdresser獎 - 第53屆日本唱片大獎－優秀作品賞《Go Go Summer》 |
| 2012 | - 第26屆韓國金唱片大獎－最佳韓流明星獎 - 第26屆韓國金唱片大獎－唱片本賞《STEP》 - 第7屆亞洲模特獎頒獎典禮－亞洲明星獎 - 第21屆HIGH1首爾歌謠大賞－本獎、韓流特別獎 - 第26屆日本金唱片大獎－最佳亞洲藝人獎 - 第26屆日本金唱片大獎－亞洲區三大最佳專輯獎《Girl's Talk》 - 第26屆日本金唱片大獎－亞洲區最佳音樂錄影帶獎《KARA BEST CLIPS》 - 第26屆日本金唱片大獎－最佳下載歌曲獎《Jumping》 - 第26屆日本金唱片大獎－亞洲區年度最佳下載歌曲獎《Jumping》 - 韓國觀光之星頒獎典禮－功勞者部門獎 - 第14屆Mnet Asian Music Awards－全球最佳女子團體獎 |
| 2013 | - All K-pop Awards－最佳女子團體獎 - 第27屆日本金唱片大獎－最佳亞洲藝人 - 第27屆日本金唱片大獎－亞洲區年度最佳專輯獎《Super Girl》 - 第27屆日本金唱片大賞－亞洲區三大專輯獎《Super Girl》 - 第27屆韓國金唱片大賞－唱片本賞《Pandora》 - 第27屆韓國金唱片大賞－馬來西亞最受歡迎明星賞 - 第24回日本東京國際珠寶展－最佳珠寶佩戴獎 - 第17屆全球華語榜中榜－最受歡迎國際團體獎 |
| 2015 | - 2014 SBS MTV Best of the Best－最佳女團MV《Mamma Mia》 - 第4屆Gaon Chart K-POP Awards－K-POP World 韓流明星獎 |
| 2023 | - 第32屆首爾歌謠大賞 - K-pop特別獎 |

#### 主要音樂節目榜單排名
| 主打歌曲排名成績 | 主打歌曲排名成績                      | 主打歌曲排名成績                                                                  | 主打歌曲排名成績    | 主打歌曲排名成績       | 主打歌曲排名成績 | 主打歌曲排名成績     | 主打歌曲排名成績            | 主打歌曲排名成績     |
| 專輯 | 歌曲                                  | Mnet 《M! Countdown》                                                             | KBS2 《Music Bank》 | MBC 《Show! 音樂中心》 | SBS 《人氣歌謠》 | SBS MTV 《THE SHOW》 | MBC Music 《Show Champion》 | 備註                 |
| 2007年 | 2007年                                | 2007年                                                                            | 2007年              | 2007年                 | 2007年           | 2007年               | 2007年                      | 2007年               |
| --- | ------------------------------------- | --------------------------------------------------------------------------------- | ------------------- | ---------------------- | ---------------- | -------------------- | --------------------------- | -------------------- |
| the First Bloooooming | Break it                              | 29                                                                                | /                   |                        | /                |                      |                             | 出道                 |
| the First Bloooooming | If U Wanna                            | /                                                                                 | /                   | /                      | /                |                      |                             | 以後續曲回歸         |
| 2008年 |                                       |                                                                                   |                     |                        |                  |                      |                             |                      |
| Rock U | Rock U                                | 9                                                                                 | 18                  |                        | TAKE7            |                      |                             | 首次以五人體制回歸   |
| Pretty Girl | Pretty Girl                           | 2                                                                                 | 4                   |                        | TAKE7            |                      |                             |                      |
| 2009年 |                                       |                                                                                   |                     |                        |                  |                      |                             |                      |
| Pretty Girl | Honey                                 | {1}                                                                               | 5                   |                        | 1                |                      |                             | 兩台冠軍歌曲         |
| REVOLUTION | Wanna                                 | 2                                                                                 | 3                   |                        | 1                |                      |                             |                      |
| REVOLUTION | Mr.                                   | 4                                                                                 | 7                   |                        | TAKE7            |                      |                             | 以後續曲回歸         |
| 2010年 |                                       |                                                                                   |                     |                        |                  |                      |                             |                      |
| Lupin | Umbrella                              | /                                                                                 | /                   |                        | /                |                      |                             |                      |
| Lupin | Lupin                                 | (1)                                                                               | [1]                 |                        | 1                |                      |                             | 三台冠軍歌曲         |
| 無專輯單曲 | We're With You                        | 22                                                                                | /                   |                        | /                |                      |                             |                      |
| Jumping | Burn                                  | /                                                                                 | /                   |                        | /                |                      |                             | 先行曲               |
| Jumping | Jumping                               | 2                                                                                 | 1                   |                        | 1                |                      |                             | 兩台冠軍歌曲         |
| 2011年 |                                       |                                                                                   |                     |                        |                  |                      |                             |                      |
| STEP | RIDER                                 | /                                                                                 | 48                  |                        | /                |                      |                             | 先行曲               |
| STEP | STEP                                  | (1)                                                                               | (1)                 |                        | 1                |                      |                             | 三台冠軍歌曲         |
| 2012年 |                                       |                                                                                   |                     |                        |                  |                      |                             |                      |
| Pandora | Miss U                                | /                                                                                 | 46                  |                        |                  |                      | /                           | 先行曲               |
| Pandora | Pandora                               | 1                                                                                 | 1                   |                        |                  |                      | 1                           | 三台冠軍歌曲         |
| 2013年 |                                       |                                                                                   |                     |                        |                  |                      |                             |                      |
| FULL BLOOM | Runaway                               | /                                                                                 | 15                  | 10                     | 12               |                      |                             | 先行曲               |
| FULL BLOOM | Damaged Lady                          | 2                                                                                 | 1                   | 8                      | 3                |                      | (1)                         | 兩台冠軍歌曲         |
| 2014年 |                                       |                                                                                   |                     |                        |                  |                      |                             |                      |
| Day & Night | Mamma Mia                             | 4                                                                                 | 6                   | 5                      | 3                |                      | 1                           | 第二次以四人體制回歸 |
| 2015年 |                                       |                                                                                   |                     |                        |                  |                      |                             |                      |
| IN LOVE | CUPID                                 | 2                                                                                 | 10                  | 10                     | 2                | 1                    | 5                           |                      |
| 2022年 |                                       |                                                                                   |                     |                        |                  |                      |                             |                      |
| MOVE AGAIN | WHEN I MOVE                           | 12                                                                                | 1                   | 5                      | 8                | /                    | 2                           | 第二次以五人體制回歸 |
| \| - 「(1)」：兩星期冠軍 - 「[1]」：三星期冠軍 \| - 「{1}」：四星期冠軍 - 「*」：打榜中 \| - 「 」：該段時期未有設立排行榜 - 「TAKE7」：《人氣歌謠》排名候選曲，未能獲得一位 \| |                                       |                                                                                   |                     |                        |                  |                      |                             |                      |
| - 「(1)」：兩星期冠軍 - 「[1]」：三星期冠軍 | - 「{1}」：四星期冠軍 - 「*」：打榜中 | - 「 」：該段時期未有設立排行榜 - 「TAKE7」：《人氣歌謠》排名候選曲，未能獲得一位 |                     |                        |                  |                      |                             |                      |

| 各台冠軍歌總數                   | 各台冠軍歌總數 | 各台冠軍歌總數 | 各台冠軍歌總數 | 各台冠軍歌總數 | 各台冠軍歌總數 |
| -------------------------------- | -------------- | -------------- | -------------- | -------------- | -------------- |
| MNET                             | KBS            | MBC            | SBS            | SBS MTV        | MBC Music      |
| 8                                | 9              | 0              | 5              | 1              | 4              |
| 一位總數：27 三台冠軍歌曲總數: 3 |                |                |                |                |                |

### 歌曲節目獎項
| 年份   | 日期     | 電視台  | 節目名稱      | 獲獎歌曲     | 排名                     |
| ------ | -------- | ------- | ------------- | ------------ | ------------------------ |
| 2009年 | 3月5日   | Mnet    | M! Countdown  | Honey        | 1位                      |
| 2009年 | 3月8日   | SBS     | 人氣歌謠      | Honey        | 1位(Mutizen Song)        |
| 2009年 | 3月12日  | Mnet    | M! Countdown  | Honey        | 1位                      |
| 2009年 | 3月19日  | Mnet    | M! Countdown  | Honey        | Triple Crown             |
| 2009年 | 3月26日  | Mnet    | M! Countdown  | Honey        | 1位((3月 Only One Song)) |
| 2009年 | 8月30日  | SBS     | 人氣歌謠      | Wanna        | 1位(Mutizen Song)        |
| 2009年 | 12月25日 | KBS     | Music Bank    | Mr.          | 年终总结 第11位          |
| 2010年 | 3月4日   | Mnet    | M! Countdown  | Lupin        | 1位                      |
| 2010年 | 3月11日  | Mnet    | M! Countdown  | Lupin        | 1位                      |
| 2010年 | 3月12日  | KBS     | Music Bank    | Lupin        | 1位                      |
| 2010年 | 3月14日  | SBS     | 人氣歌謠      | Lupin        | 1位(Mutizen Song)        |
| 2010年 | 3月19日  | KBS     | Music Bank    | Lupin        | 1位                      |
| 2010年 | 3月26日  | KBS     | Music Bank    | Lupin        | 1位                      |
| 2010年 | 6月25日  | KBS     | Music Bank    | Lupin        | 年中總結 第3位           |
| 2010年 | 12月10日 | KBS     | Music Bank    | Jumping      | 1位                      |
| 2010年 | 12月12日 | SBS     | 人氣歌謠      | Jumping      | 1位(Mutizen Song)        |
| 2010年 | 12月17日 | KBS     | Music Bank    | Lupin        | 年终总结 第3位           |
| 2011年 | 9月15日  | Mnet    | M! Countdown  | Step         | 1位                      |
| 2011年 | 9月16日  | KBS     | Music Bank    | Step         | 1位                      |
| 2011年 | 9月22日  | Mnet    | M! Countdown  | Step         | 1位                      |
| 2011年 | 9月23日  | KBS     | Music Bank    | Step         | 1位                      |
| 2011年 | 9月25日  | SBS     | 人氣歌謠      | Step         | 1位(Mutizen Song)        |
| 2011年 | 12月23日 | KBS     | Music Bank    | Step         | 年终总结 第13位          |
| 2012年 | 8月28日  | MBC     | Show Champion | Pandora      | 1位(Champion Song)       |
| 2012年 | 9月7日   | KBS     | Music Bank    | Pandora      | 1位                      |
| 2012年 | 9月13日  | Mnet    | M! Countdown  | Pandora      | 1位                      |
| 2012年 | 12月21日 | KBS     | Music Bank    | Pandora      | 年终总结 第23位          |
| 2013年 | 9月13日  | KBS     | Music Bank    | Damaged Lady | 1位                      |
| 2013年 | 9月18日  | MBC     | Show Champion | Damaged Lady | 1位(Champion Song)       |
| 2013年 | 9月25日  | MBC     | Show Champion | Damaged Lady | 1位(Champion Song)       |
| 2014年 | 8月27日  | MBC     | Show Champion | Mamma Mia    | 1位(Champion Song)       |
| 2015年 | 6月2日   | SBS MTV | THE SHOW      | Cupid        | 1位                      |
| 2022年 | 12月16日 | KBS     | Music Bank    | WHEN I MOVE  | 1位                      |

## 外部連結
官方網站
- 官方网站（韓國） 
- 官方网站（日本） （日語）
- 官方网站（台灣） （繁體中文）

社交網站
- YouTube上的KARA頻道 （英文）
- KARA的X（前Twitter） (-2016)
- KARA的X（前Twitter） (2022-)
- KARA的X（前Twitter） （日語）
- KARA的Facebook專頁 
- KARA的TikTok 
- KARA的新浪微博 （简体中文）